# 月下老人
月下老人，簡稱月老，尊稱為月老公、月老爺、月老星君、月老神君，是道教的神祇之一，為掌管男女姻緣（關於婚姻之緣分）之神。形象常被塑造成白鬍長鬚，臉泛紅光的慈祥老者；左手持著姻緣簿，右手拄著拐杖。

## 來源
唐朝李復言的《續玄怪錄》記載，唐朝的韋固在少年時（另本說為童年，又說時為六歲），有一夜在宋城的客棧中，遇到一位老人坐在月光下翻看著一本書（無字天書）。韋固覺得怪，對老人發問。老人回答是「鴛鴦譜」：也就是天下人的婚姻登記書。老人又告訴韋固，遠處那個賣菜老嫗的女兒，現在才三歲，正是他十四年後的妻子。韋固嫌棄不貌美，派人行刺那女孩。十餘年後，韋固結婚，發覺妻子眉上留有疤痕，正是當年的小女孩。宋城縣宰知道這件事後，把那間客棧定名為「定婚店」。而「月下老人」也成為日後漢語世界中，對愛情期待的男女們信奉最誠的神祇了。

## 傳說
台灣民間信仰，每年七夕，七星娘娘會把人間未婚的成年男女製成名冊，向天庭呈報。當月下老人收到名冊後，就按照個性、善惡、興趣與條件抄寫成一本配偶名冊，然後用紅線綁牢男女二人之足，使合適的男女配成一對佳偶。

## 各地信仰發展

### 臺灣
清領時期至戰後之間關於月老的記載甚少，僅1933年相良吉哉編纂之《臺南州祠廟名鑑》紀錄臺南部分廟宇供奉月老而已。此信仰現象後來也衍生出府城四大月老之說法。
戰後南投縣政府接受縣政顧問黃大受教授建議，參考杭州西湖白雲庵月下老人祠之案例，於1980年在日月潭拉魯島（時稱光華島）上建立臺灣第一座主祀月老的廟宇，並經常辦理水上集團結婚，遊客頻繁造訪、電視公司取景也使該廟頗負盛名。不過溫宗翰認為此廟觀光性質顯著，群眾的信仰心理並不強烈。
1990年後各地知名廟宇開始增加祭祀月老，2000年後月老信仰風潮更正式興起，甚至出現許多以祭祀月老聞名的特殊宮廟如臺中慈德慈惠堂、復古婚配文化活動如古禮迎親等。溫宗翰則推測此現象與西元1980年代起臺灣社會整體的晚婚趨勢有關。
臺灣月老信仰的特徵：
- 始終為屬神形態，極少作為廟宇主神。
- 月老神力僅展現於單一儀式、針對單一功能，僅透過特定儀式互動幫信徒加強姻緣，例如賜予信徒紅線或其他加持物、以信徒元辰對應等。其他功能如斬外遇等則透過其從祀神如月老婆婆、氤氳使者處理。
- 臨時信徒多於長期信徒。
- 晚婚潮流助長月老信仰，並帶動相關活動如集團結婚、聯誼活動等，成為月老信仰之一部份。

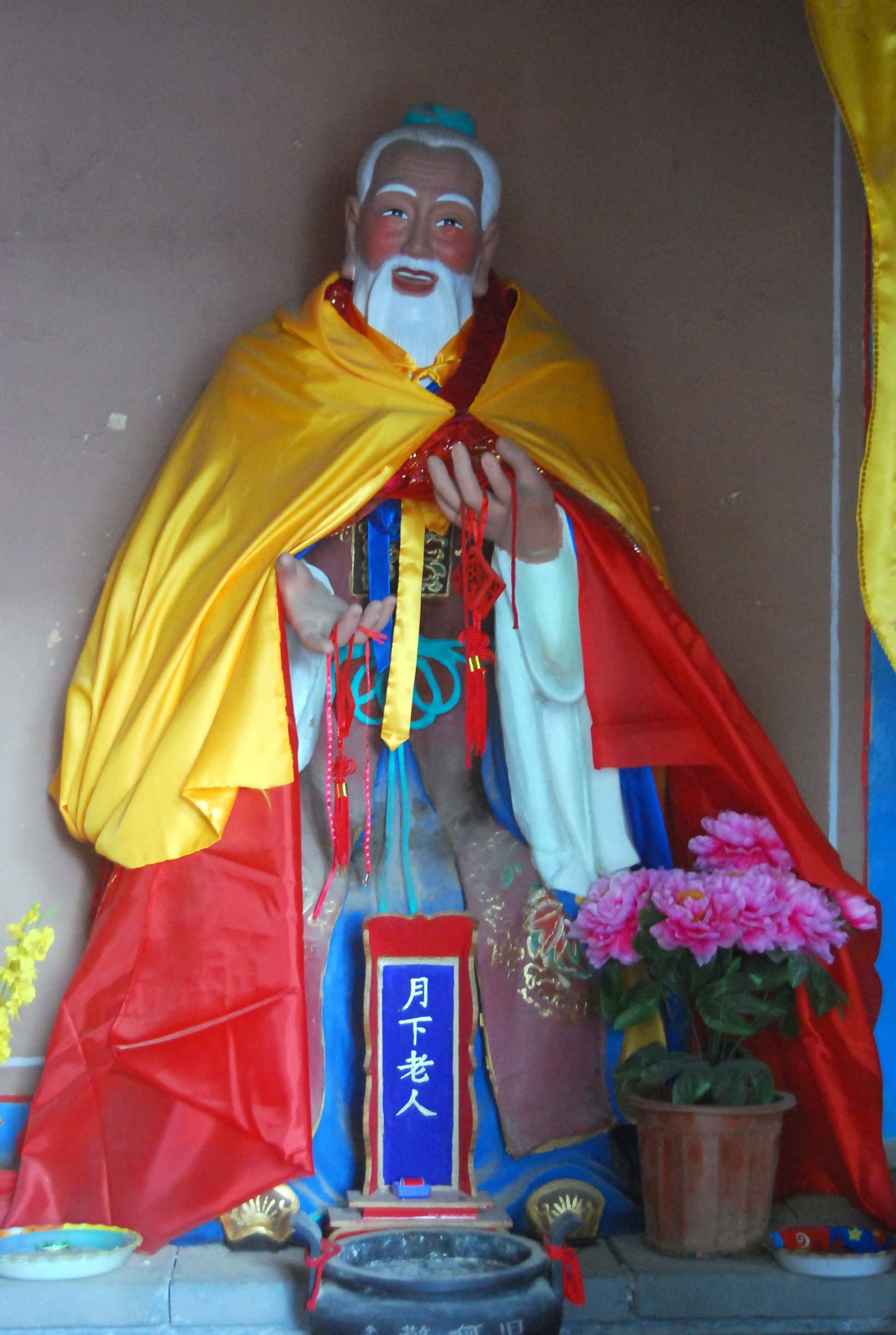
北京妙峰山娘娘廟月下老人
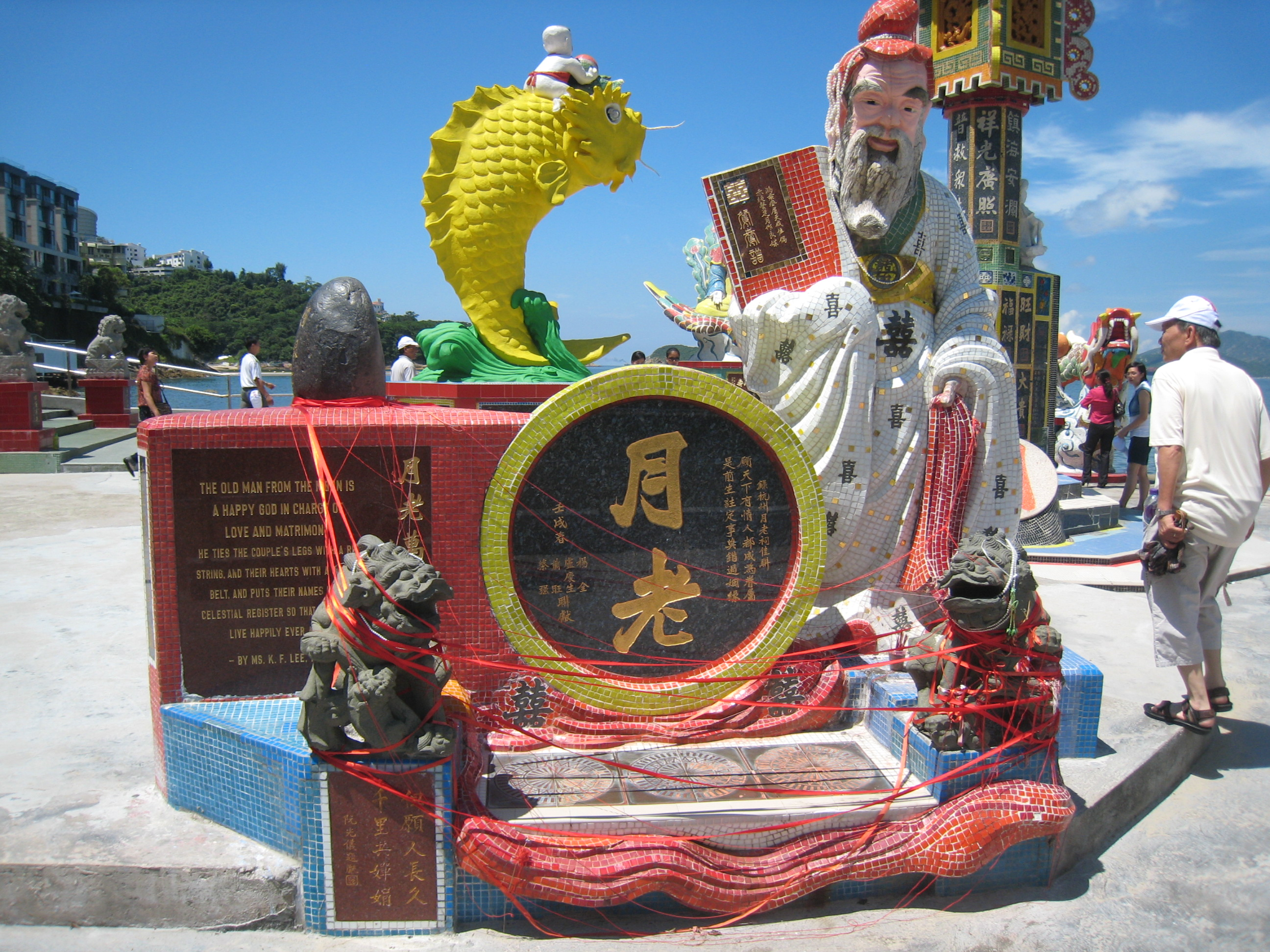
月下老人形象
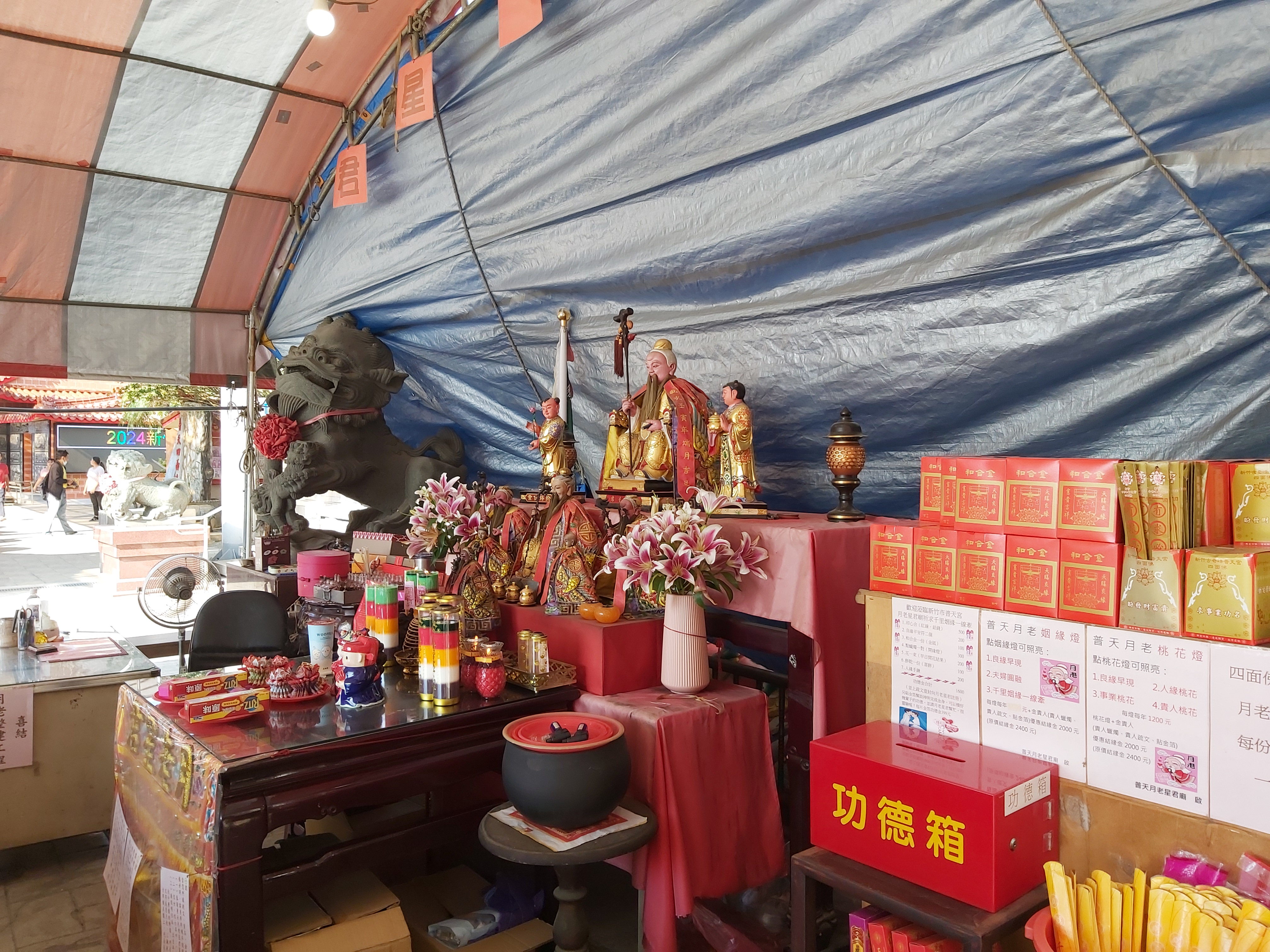
新竹普天宮月老星君
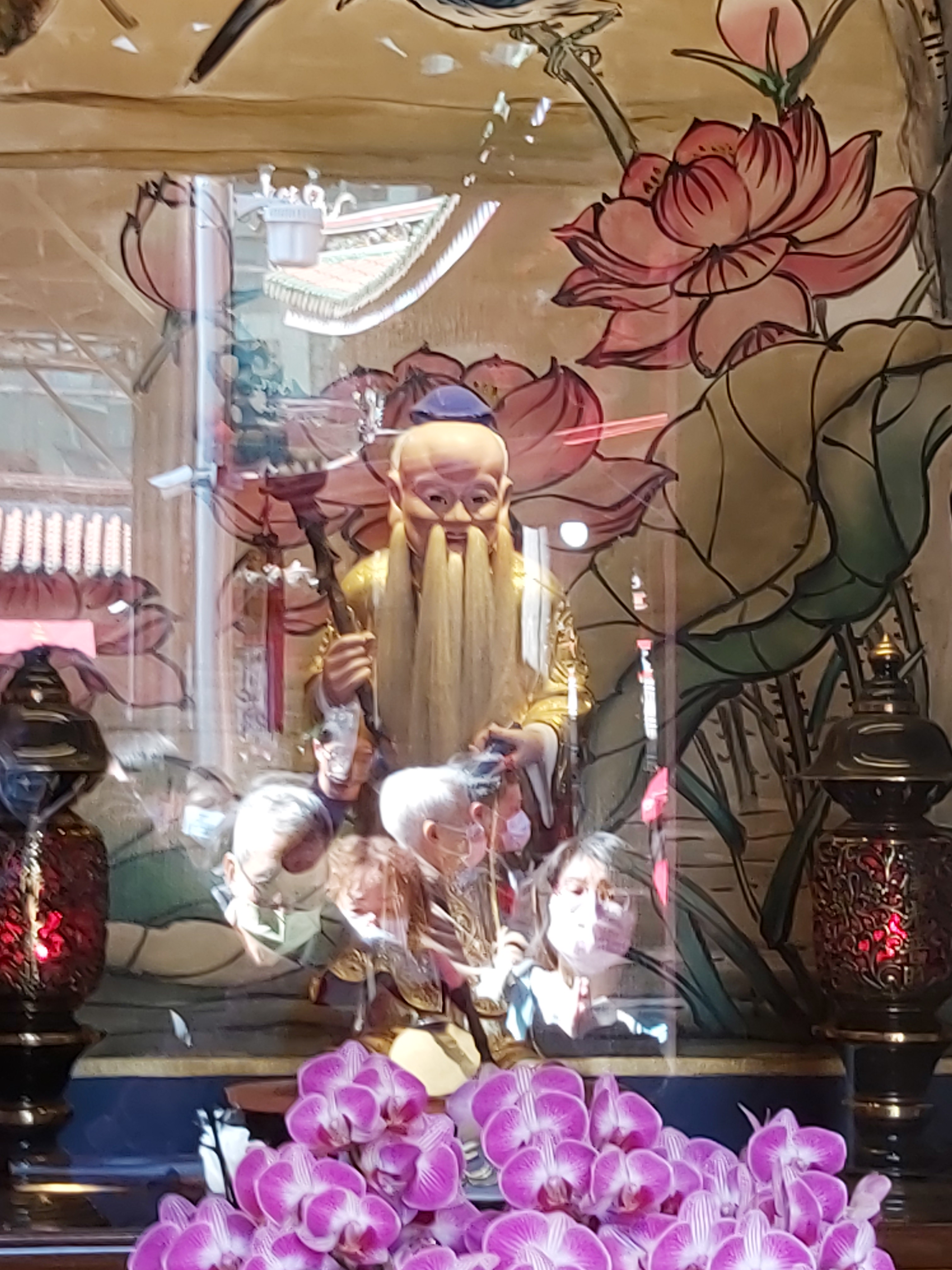
艋舺龍山寺月老廳

## 註解
1. ↑  該廟於民國88年（西元1999年）的921大地震中震毀，規劃重建時日月潭邵族族人也爭取恢復祖靈地，故日月潭國家風景區管理處於民國89年（西元2000年）年底將神像遷至日月潭龍鳳宮。遷移後該尊月老更加知名，成為中臺灣月老信仰重地。[3]

## 外部連結
- 月下老人 （页面存档备份，存于）
- 求愛大作戰！台灣10大最靈月老廟 （页面存档备份，存于）